# Шевоше Эдуарда III (1346)
Шевоше Эдуарда III (фр. Chevauchée d'Édouard III) — длительный рейд короля Англии Эдуарда III по Северной Франции, предпринятый в 1346 году, на первом этапе Столетней войны (Эдвардианская война). Он начался 11 июля 1346 года с высадки английской армии в Котантене. Эдуард прошёл через всю Нормандию в направлении Парижа, затем повернул на север, в Пикардии разгромил французов в большой битве при Креси и осадил Кале. Этот город сдался 3 августа 1347 года, а 12 октября король вернулся в Англию. Итогом шевоше стали опустошение обширных французских территорий, блестящая победа в сражении и захват важного порта, который Англия удерживала за собой больше 200 лет.

## Ход шевоше
К 1346 году война между Англией и Францией шла уже восемь лет. Одержав морскую победу при Слейсе в 1340 году, англичане предприняли ряд вторжений в Северную Францию, но ни одно из них не привело к заметным результатам. В 1346 году Эдуард III решил лично возглавить поход. Сначала он планировал высадиться в Аквитании, потом — в Бретани. Узнав, что на его сторону перешёл знатный нормандский барон Жоффруа д’Аркур, король переправил армию в Котантен. Он высадился 11 или 12 июля 1346 года в Сен-Вааст-ла-Уг во главе приблизительно восьми тысяч всадников и нескольких тысяч пехотинцев. После шестидневного отдыха англичане двинулись на юг.
Большинство историков полагает, что Эдуард планировал шевоше — крупномасштабный грабительский рейд, целью которого были опустошение вражеских территорий, ослабление морального духа и разрушение материальной базы противника. Согласно альтернативному мнению, английский король изначально намеревался спровоцировать французов, чтобы они вывели на бой свои основные силы.
На своём пути англичане разоряли сельскую местность, грабили и сжигали сёла и города (в частности, были сожжены Шербур, Карантан, Сен-Ло, Тортеваль), население некоторых городов было полностью перебито. Вдоль берега двигался английский флот, причём моряки систематически опустошали полосу побережья шириной до пяти миль. Большая часть нормандских рыцарей в это время была в составе армии герцога Нормандского, осаждавшей Эгийон на юге, так что оказывать сопротивление было некому. Коннетабль Франции Рауль II де Бриенн, спешно приехавший из-под Эгийона, попытался закрепиться в Кане с отрядом в 1500 человек, но англичане взяли этот город сходу, устроив затем резню.
К 1 августа Эдуард вышел к Сене, создав угрозу Парижу. Король Франции к этому времени начал собирать армию в Руане, а сыну приказал снимать осаду с Эгийона и спешить к нему. Англичане переправились через Сену и двинулись на север. Французы, предвидя это, заранее вывезли всё продовольствие с маршрута и организовали оборону на Сомме, но Эдуарду удалось прорваться у Бланштака (24 августа). Затем он остановился у Креси-ан-Понтьё, где решил дать бой основным силам французов.
В битве при Креси 26 августа англичане одержали полную победу. После этого они продолжили путь на север и 4 сентября осадили Кале — порт на берегу пролива, важный для обеспечения связи с Англией и с союзниками Эдуарда в Нижних землях. Попытки взять город штурмом закончились неудачей, Кале капитулировал 4 августа 1347 года, оставшись без воды и продовольствия. Он оставался английским до 1559 года.